# Гіпоталамус

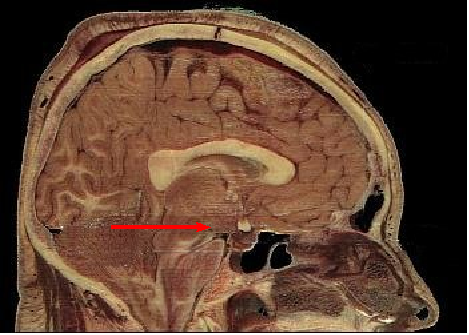
Місце знаходження гіпоталамуса в мозку

Гіпоталамус (лат. hypothalamus, від грец. ὑπό — «під» і θάλαμος — «кімната, камера, відсік, таламус») — невелика ділянка в проміжному мозку, що містить у собі велику кількість груп клітин (понад 30 ядер), які регулюють нейроендокринну діяльність мозку й гомеостаз організму.
Гіпоталамус пов'язаний нервовими шляхами практично з усіма відділами центральної нервової системи, враховуючи кору, гіпокамп, мигдалеподібне тіло, мозочок, стовбур мозку, спинний мозок. Він є органом гуморальної та нервової регуляції. Разом з гіпофізом гіпоталамус утворює гіпоталамо-гіпофізарну систему, у якій гіпоталамус керує виділенням гормонів гіпофіза, і є центральною сполучною ланкою між нервовою й ендокринною системами.
Гіпоталамус виділяє гормони й нейропептиди також регулює такі функції як: відчуття голоду й спраги, терморегуляцію організму, статеву поведінку, сон і неспання (циркадні ритми). Дослідження останніх років показують, що гіпоталамус відіграє важливу роль і в регуляції вищих функцій, таких як пам'ять і емоційний стан, і тим самим бере участь у формуванні різних аспектів поведінки.

## Будова
Гіпоталамус — частина проміжного мозку. Він утворює основу і стіни нижньої частини третього шлуночка. Назву він отримав у зв'язку з тим, що він розташовується під таламусом. Гіпоталамус відділений від таламуса гіпоталамічною борозною (sulcus hypothalamicus). Анатомічні кордони гіпоталамуса визначені недостатньо чітко. Це пов'язано з тим, що деякі групи клітин заходять у сусідні ділянки, а також з деякою невизначеністю в термінології. Вважається, що попереду (рострально) гіпоталамус обмежений термінальною платівкою, а його задня (каудальна) межа — уявна лінія від задньої комісури (commissura posterior) до каудальної поверхні сосочкових тіл. Дорсолатерально гіпоталамус доходить до медіального краю мозолистого тіла.
У нижній частині гіпоталамуса виділяються такі структури, як сосочкові тіла (corpora mamillaria), сірий горб (tuberculum cinereum) і лійка (infundibulum). Лійка відходить від сірого горба, середня частина лійки піднята і називається серединним піднесенням, яке в деяких класифікаціях відносять до сірого горба, а в деяких — до нейрогіпофізу. Серединне піднесення містить кровоносні судини, що переносять речовини, які виділяються гіпоталамусом речовини в гіпофіз. Нижня частина лійки переходить у ніжку гіпофіза. Гіпоталамус утворює з гіпофізом єдиний функціональний комплекс, в якому перший відіграє регулюючу, другий — ефекторну роль.
Гіпоталамус розташовується спереду від ніжок мозку й охоплює низку структур: розташовану спереду зорову і нюхову частини. До останньої належить власне підгорб'я, або гіпоталамус, в якому розташовані центри вегетативної частини нервової системи. У гіпоталамусі є нейрони звичайного типу і нейросекреторні клітини. І ті, і інші виробляють білкові секрети й медіатори, проте в нейросекреторних клітинах переважає білковий синтез, а нейросекрет виділяється в лімфу та кров. Ці клітини трансформують нервовий імпульс у нейрогормональний.
У гіпоталамусі залягають також нейрони, які сприймають всі зміни, що відбуваються в крові й спинномозковій рідині (температуру, склад, вміст гормонів і т. д.). Гіпоталамус пов'язаний з корою великого мозку і лімбічною системою. У гіпоталамус надходить інформація з центрів, що регулюють діяльність дихальної та серцево-судинної систем. У гіпоталамусі розташовані центри спраги, голоду, центри, що регулюють емоції й поведінку людини, сон і неспання, температуру тіла і т. д. Центри кори великого мозку коригують реакції гіпоталамуса, які виникають у відповідь на зміну внутрішнього середовища організму. В останні роки, з гіпоталамуса виділені речовини з морфіноподібною дією — енкефаліни й ендорфіни. Вважають, що вони впливають на поведінку (оборонні, харчові, статеві реакції) і вегетативні процеси, що забезпечують виживання людини. Таким чином, гіпоталамус регулює всі функції організму, крім ритму серця, кров'яного тиску і спонтанних дихальних рухів.
Гіпоталамус чутливий до таких факторів як:
- Світло: тривалість дня та фотоперіод для регуляції циркадного та сезонного ритмів;
- Нюхові стимули, включно з феромонами;
- Стероїди, включаючи годанальні стероїди та кортикостероїди;
- Нервові імпульси, що надходять, зокрема від серця, шлунку та від репродуктивних органів;
- Автономне подразнення;
- Стимули, які надходять з кров'ю, включаючи лептин, ґрелін, ангіотензин, інсулін, слизові гормони, цитокіни, плазмову концентрацію глюкози та осмотичну концентрацію розчину тощо;
- Стрес;
- Мікроорганізми, що призводять до підвищення температури тіла.

Своєю чергою гіпоталамус впливає на:
- проєкції нервів,
- гормони ендокринної системи.

Діяльність гіпоталамуса регулює гіпофіз. Гіпоталамус і гіпофіз утворюють єдину гіпоталамо-гіпофізарну систему — типовий приклад тісного взаємозв'язку нервового і гуморального способів регуляції функцій організму.

## Функції
Функції гіпоталамуса:
1. Інтеграція всіх вегетативних функцій;
2. Регуляція ендокринної системи;
3. Забезпечення інстинктивних потреб (голод, спрага, статевий потяг);
4. Участь в емоціях (страх, гнів);
5. Регулювання ритмів ендокринних секрецій та ритму активності;
6. Інтеграція вегетативних функцій з усіма складними реакціями організму.

Життєдіяльність організму можлива при підтримці важливих життєвих параметрів, таких як температура тіла, кислотно-лужний баланс, енергетичний баланс і т. д., в невеликому діапазоні близько своїх оптимальних фізіологічних значень. Гіпоталамус регулює функції автономної нервової системи та ендокринної системи, необхідні для підтримки гомеостазу, за винятком автоматичних дихальних рухів, ритму серця і кров'яного тиску. Гіпоталамус також бере участь в організації поведінки, яке потрібно для виживання організму і популяції в цілому у відповідь на зміну внутрішнього середовища організму в різних умовах зовнішнього середовища, і пов'язаний з такими функціями, як пам'ять, емоції, поведінка спрямована на добування їжі, розмноження, турбота про потомство та ін. Гіпоталамус отримує інформацію про хімічний склад і температуру крові й спинномозкової рідини безпосередньо завдяки тому, що гематоенцефалічний бар'єр в області гіпоталамуса проникний, а перивентрикулярна зона безпосередньо контактує з третім шлуночком. Гіпоталамус також інтегрує сигнали від різних ділянок мозку й органів чуття. Різні центри та системи нейронів у гіпоталамусі відповідають за реакції автономної нервової системи, нейроендокринну діяльність і поведінкові реакції, що забезпечують гомеостаз.
Управління автономними реакціями здійснюється за допомогою зв'язків гіпоталамуса з центрами, розташованими в довгастому мозку, мосту і середньому мозку.
Гіпоталамус керує діяльністю ендокринної системи людини завдяки тому, що його нейрони здатні виділяти нейроендокринні трансмітери (ліберіни й статини), що стимулюють або пригнічують вироблення гормонів гіпофізом. Іншими словами, гіпоталамус, маса якого не перевищує 5 % мозку, є центром регуляції ендокринних функцій, він об'єднує нервові та ендокринні регуляторні механізми в загальну нейроендокринну систему.